# Sokółki (województwo wielkopolskie)
Sokółki – wieś w Polsce, położona w województwie wielkopolskim, w powiecie konińskim, w gminie Kazimierz Biskupi.
| SIMC    | Nazwa  | Rodzaj    |
| ------- | ------ | --------- |
| 0286025 | Olesin | część wsi |

W latach 1975–1998 miejscowość położona była w województwie konińskim.
W 1975 roku we wsi utworzono Zakład Usług Mechanicznych (zlikwidowany w 1982 roku). 